# Reina Wiwa
Reina Wiwa (Golfo de Guinea en la segunda mitad del siglo XVI) fue una líder cimarrona. Los portugueses la llevaron esclavizada a Cartagena, Colombia. En torno al año 1600 se fugó y fundó, junto a otros cimarrones, el Palenque de San Basilio. Estuvo casada con Benkos Biohó. Fue madre de dos hijos, conocidos como la princesa Orika y el heredero Sandro Biohó. 

## Biografía
Se desconoce el año preciso del nacimiento de Wiwa, pero nació en la segunda mitad del siglo XVI. Su nombre era de origen africano. Pertenecía al grupo étnico bijago, una comunidad que hoy habita en el archipiélago Bijagós en Guinea Bisáu. Durante siglos esta comunidad étnica se ha basado en una organización matrilocal, matrilineal y uxorilocal, otorgando a las mujeres un papel esencial en el ámbito religioso y sociopolítico.Los bijagós también destacaron por ser grandes estrategas militares.Wiwa estaba casada con Benkos Biohó, quien pertenecía a la clase gobernante del archipiélago. Ambos mostraron dotes de liderazgo y estrategas. 
El matrimonio ya tenía sus dos descendientes en el momento de su captura, por lo que los cuatro fueron transportados a Cartagena a finales del siglo XVI.Esta circunstancia era común en los comienzos del comercio de trata, cuando se capturaban personas de las costas y se las desplazaba en grupo. Se desconoce si estuvieron sometidos a otros trabajos antes de emprender el viaje por el Atlántico. Tras llegar a Cartagena, lograron fugarse del esclavismo y crearon un ejército de personas liberadas que, posteriormente, se establecieron en una comunidad de cimarrones en torno al despuntar del siglo XVII. 
Wiwa se coronó Reina en torno a 1603 tras la fundación del Palenque de la Matuna (hoy conocido como San Basilio). Al lado del Rey Benkos Biohó comandó a los cimarrones y defendió la comunidad de las emboscadas españolas en 1605, 1613 y 1619.Ambos forjaron el primer pueblo libre de la América colonial. Tanto la Reina Wiwa como el Rey Benkos Biohó serían reconocidos como tales por la Corona española en 1713, casi un siglo después.
Aunque hay lagunas en su vida, se sabe que tuvo un liderazgo considerable y que luchó, sobre todo como estratega, por la protección y supervivencia del palenque.Su papel fue esencial para la liberación de personas negras. Al igual que otras mujeres palenqueras, Wiwa desempeñó un papel fundamental en llevar a cabo estrategias de escape: "estuvieron al mando de los planes de fuga elaborados en las plantaciones, las minas o en las casas de los colonizadores".
Wiwa también era conocedora del trenzado del cabello como estrategia para demarcar el terreno con trenzas pegadas, llamadas "tropas", y así mostrar un dibujo del mapa geográfico en el peinado. Es decir, era capaz de esculpir planes de escape en los abundantes cabellos de una niña con los que posteriormente podrían escapar, ya que a través del trenzado codificaban los montes, ríos y árboles más importantes. A su vez, entre los cabellos trenzados también se guardaban pepitas de oro y semillas de las plantaciones para alimentar a la comunidad cimarrona. Esta práctica continuó en el Chocó en los llamados "embutidos", pequeños moños que cubrían la cabeza, creando verdaderas "cajas fuertes" en las que las mujeres que trabajaban en las minas de oro escondían parte de su riqueza para comprar su libertad o la de sus seres queridos.

## Legado
Tanto la Reina Wiwa como su hija, la princesa Orika, tienen un papel protagónico en varias producciones culturales: 
- La leyenda “El Rey del Arcabuco”, de Camilo Delgado. Correspondiente de la Academia Nacional de Historia, bajo el pseudónimo del Doctor Arcos, Delgado escribió varias leyendas en el diario El Porvenir. Posteriormente salieron publicadas en tres volúmenes intitulados Historia, leyendas y tradiciones de Cartagena (1912). La leyenda salió en el tomo de 1913.
- La novela Orika de los palenques (1991), del autor colombiano Germán Espinosa.
- La novela Benkos... las alas de un cimarrón (2023), del autor palenquero-cartagenero, investigador africanista Antonio Prada Fortul.

Según se va recuperando la vida de la Reina Wiwa hay colectivos que adoptan su nombre. Entre ellos, el Colectivo afrofeminista Wiwas, de Medellín, Colombia. 